# إنبروستيل
إنبروستيل Enprostil هو بروستاغلاندين صنعي صمم ليماثل الدينوبروستون بروستاغلاندين E2. وجد أنه بروتين شديد التثبيط لحمض كلور الماء المعدي.